# ジェシー・トレムリエ
ジェシー・トレムリエ（Jessy Tremouliere、1992年7月29日 - ）は、フランスの女子ラグビー選手。

## プロフィール
- フランス出身。
- ポジションはウィング(WTB)、フルバック(FB)。
- 身長 180cm、体重 70kg
- 2014年W杯・2017年W杯のフランス代表に選ばれた[1]。

## 略歴
2016年、リオ五輪の7人制女子フランス代表に選ばれた。

## 受賞歴
- ワールドラグビー女子15人制年間最優秀選手賞:2018年[3]